# Ernests Gulbis
Ernests Gulbis (n. 30 de agosto de 1988 en Jurmala, Letonia) es un exjugador de tenis letón. Se formó en Alemania desde los 12 años y forma parte del Equipo letón de Copa Davis. Hasta el momento, su mejor posición en el ranking mundial ATP fue n.º 10 en individuales. Se desenvuelve bien en todas las superficies, aunque ha conseguido sus mejores resultados en pistas de tierra batida.
Posee seis títulos ATP en individuales y dos en dobles, habiendo ganado todas las finales del circuito ATP que ha jugado. Su mentor fue el exfinalista de Roland Garros, Nikola Pilić. Su mejor actuación en un torneo de Grand Slam ha sido acceder a las semifinales de Roland Garros 2014, perdiendo ajustadamente contra el n.º 2 del mundo, Novak Đoković y dejando en el camino a Roger Federer o Tomáš Berdych, entre otros. Además, llegó hasta las semifinales del Masters 1000 de Roma en 2010, que perdió de forma ajustadísima ante Rafael Nadal 6-4, 3-6 y 6-4.

## Biografía
Comenzó a jugar al tenis con su abuela, su abuelo fue un jugador profesional de baloncesto que representó a la Unión Soviética en los Juegos Olímpicos. Su otro abuelo, Uldis Pūcītis, fue un popular actor y director de cine. Su padre Ainars Gulbis es un empresario multimillonario que costeó toda la carrera de Ernests; su madre Milena es actriz de teatro. Asegura que le gusta la filosofía y la música clásica. Sus deportes favoritos son el baloncesto, fútbol y hockey; planea estudiar en la Universidad y viaja a muchos torneos en el jet privado de su padre.
Gulbis confesó haber gastado en apuestas al blackjack los 500 000 euros de premio que recibió tras lograr las semifinales del Torneo de Roland Garros 2014.
Es el segundo de cinco hijos: Elina estudia Derecho en Londres, Laura asiste a la Saddlebrook Tennis Academy en Florida, un hermano más joven llamado Kristaps también asiste a Saddlebrook para formarse como golfista profesional, y otra hermana, Monika también juega al tenis; tiene otro hermano de un segundo matrimonio de su madre, Gintars Kavacis.
Gulbis habla letón, ruso, inglés y algo de alemán.

## Carrera tenística
Gulbis empezó a darse a conocer en los ATP Challenger Series en 2007. Alcanzó los cuartos de final en Bérgamo perdiendo ante Fabrice Santoro y en las semifinales en Heilbronn perdiendo ante Michaël Llodra. Ganó su segundo título Challenger triunfando sobre el favorito local Edouard Roger-Vasselin, en el Challenger de Besançon, en Francia, lo que le permitió entrar en el Top 100 de la ATP, y se convirtió en el primer tenista Letón que lo lograba. En su siguiente torneo, el Challenger de Sarajevo, Gulbis salió victorioso en individuales y dobles.
En la primera semana de octubre, ganó el Challenger de Mons en Bélgica ganando al máximo favorito Kristof Vliegen, derrotando a un jugador Top 50 de la ATP por primera vez en su carrera y superando a Juan Martín del Potro como el jugador de mejor ranking nacido en 1988. Esta victoria también significó un cuarto título consecutivo, lo que llamó la atención de los expertos de tenis.

### 2007: Debut en Grand Slam
Debutó en el Torneo de Roland Garros y derrotó al veterano tenista británico Tim Henman en tres sets. El capitán británico de Copa Davis y extenista, John Lloyd, dijo de Ernests "... ha tenido una brillante actuación, y nos ha brindado una total y absoluta muestra de talento." Pero en segunda ronda Gulbis cayó ante el español Albert Montañés, por un 1-6, 2-6, 6-1, 6-7 (3), en un partido interrumpido por la lluvia.
En Wimbledon, el segundo Grand Slam en el que participó, hizo frente a Marcos Baghdatis en la primera ronda, ganando el primer set al por entonces décimo cabeza de serie, pero luego perdió los 3 sets siguientes.

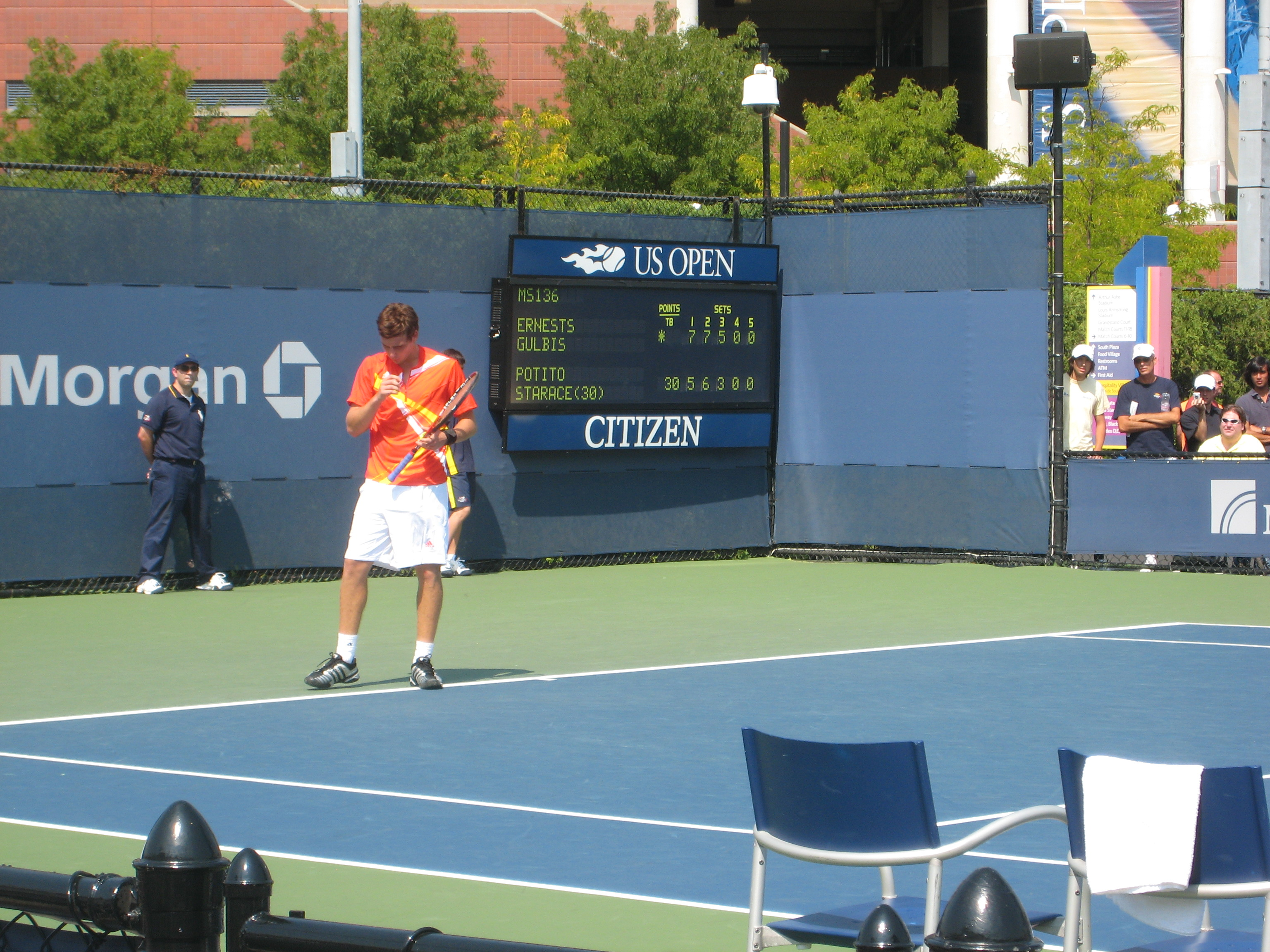
Gulbis durante un partido ante Potito Starace en el Abierto de Estados Unidos 2007.

En el US Open, derrotó al n.º 30, Potito Starace, en la primera ronda y en la tercera ronda al cabeza de serie n.º 8, el español Tommy Robredo, ganándole por un contundente 6-1, 6-3, 6-2, dejando en todo momento a Robredo sin opciones en el partido; rompió seis veces el saque del catalán y tuvo 39 golpes ganadores por siete de Robredo. Pero en la cuarta ronda perdió ante el ex número 1 del mundo, Carlos Moyá en cuatro sets. Gulbis quedó a las puertas de meterse en esa exclusiva lista de jugadores que se metían a cuartos de final de un Grand Slam en el año de su debut.

#### Torneos disputados
| N.º | Fecha                 | Torneo                        | Categoría | Superficie    | Ind/Out | Ronda |
| 1.  | 1 de enero de 2007    | Adelaida                      | M250      | Dura          | Outdoor | Q2    |
| 2.  | 8 de enero de 2007    | Sídney                        | M250      | Dura          | Outdoor | R32   |
| 3.  | 15 de enero de 2007   | Abierto de Australia          | GS        | Dura          | Outdoor | Q1    |
| 4.  | 9 de abril de 2007    | Valencia                      | M250      | Tierra batida | Outdoor | R32   |
| 5.  | 23 de abril de 2007   | Casablanca                    | M250      | Tierra batida | Outdoor | R32   |
| 6.  | 30 de abril de 2007   | Múnich                        | M250      | Tierra batida | Outdoor | R32   |
| 7.  | 14 de mayo de 2007    | Hamburgo                      | M1000     | Tierra batida | Outdoor | Q1    |
| 8.  | 28 de mayo de 2007    | Roland Garros                 | GS        | Tierra batida | Outdoor | R64   |
| 9.  | 11 de junio de 2007   | Queen's Club                  | M250      | Hierba        | Outdoor | R64   |
| 10. | 17 de junio de 2007   | 's-Hertogenbosch              | M250      | Hierba        | Outdoor | R32   |
| 11. | 25 de junio de 2007   | Wimbledon                     | GS        | Hierba        | Outdoor | R128  |
| 12. | 9 de julio de 2007    | Bastad                        | M250      | Tierra batida | Outdoor | R32   |
| 13. | 23 de julio de 2007   | Kitzbühel                     | M250      | Tierra batida | Outdoor | R64   |
| 14. | 5 de agosto de 2007   | Montreal                      | M1000     | Dura          | Outdoor | R64   |
| 15. | 13 de agosto de 2007  | Cincinnati                    | M1000     | Dura          | Outdoor | Q2    |
| 16. | 19 de agosto de 2007  | New Haven                     | M250      | Dura          | Outdoor | Q1    |
| 17. | 27 de agosto de 2007  | Abierto de los Estados Unidos | GS        | Dura          | Outdoor | R16   |
| 18. | 8 de octubre de 2007  | Moscú                         | M250      | Dura          | Indoor  | R32   |
| 19. | 15 de octubre de 2007 | Madrid                        | M1000     | Dura          | Indoor  | Q1    |
| 20. | 22 de octubre de 2007 | San Petersburgo               | M250      | Dura          | Indoor  | CF    |

### 2008
En la primera ronda del Abierto de Australia, Gulbis perdió ante Marat Safin 0-6, 4-6, 6-7. Llegó a la segunda ronda del Masters de Indian Wells, donde perdió un partido apretado contra el ex finalista de Wimbledon, David Nalbandian, por un marcador de 6-4, 4-6, 7-6. En la primera ronda del Masters de Miami, derrotó a Dominik Hrbatý, pero en la segunda ronda se enfrentó a Nikolay Davydenko. Ganó el primer set por 6-3, pero perdió los siguientes dos sets en desempate.

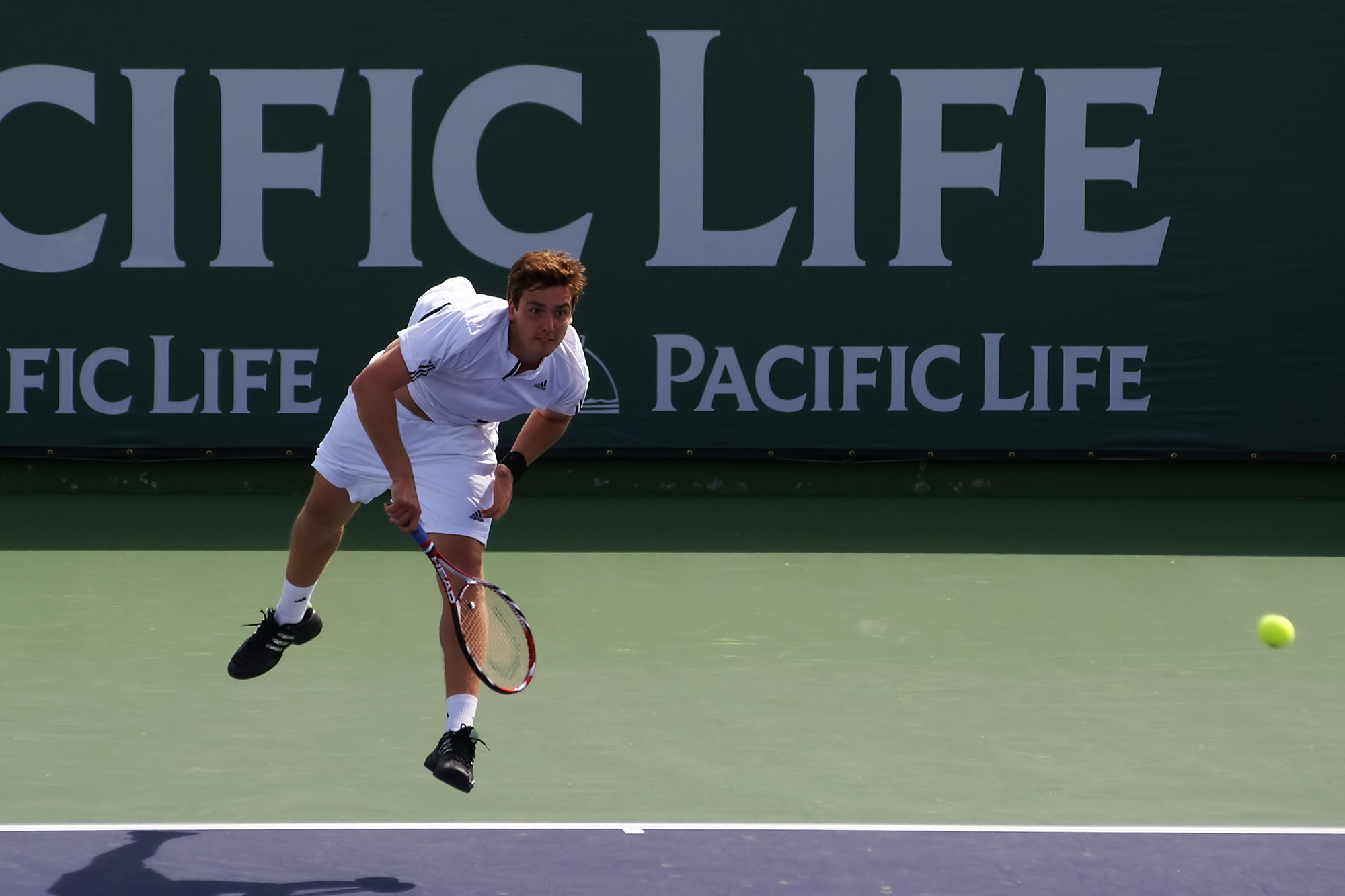
Gulbis serviendo en un partido ante David Nalbandian del Masters de Indian Wells 2008.

Su mayor resultado hasta la fecha se produjo cuando llegó a cuartos de final del Abierto de Francia de ese año. En primera ronda derrotó al alemán Simon Greul, al séptimo cabeza de serie James Blake, al ecuatoriano Nicolás Lapentti y al jugador local Michaël Llodra. En los cuartos de final perdió ante el tercer preclasificado Novak Djokovic en un partido apretado de 5-7, 6-7, 5-7.
En su próximo torneo, llegó a la tercera ronda del Torneo de Queen's Club, derrotando al belga Kristof Vliegen y al italiano Andreas Seppi. Pero perdió ante el británico Andy Murray 7-5, 1-6, 4-6.
En la primera ronda de Wimbledon, Gulbis derrotó al estadounidense John Isner, pero perdió en la 2 ª ronda ante el n.º 2 y eventual campeón Rafael Nadal con un marcador de 5-7, 6-2, 7-6, 6-3. Como curiosidad, Ernests, además de Roger Federer, fue el único jugador que le ganó un set al eventual campeón. En una entrevista post-partido, Nadal señaló lo difícil que fue el partido contra Gulbis, y que sentía que si no hubiera sido por la interrupción de lluvia, Ernests podía haberse hecho con el partido.
Ernests derrotó a Jarkko Nieminen, Arnaud Clément, y James Blake en el Masters de Cincinnati, pero perdió en los cuartos de final con el n.º 3 Novak Djokovic por 6-3, 6-4.
En el Abierto de los Estados Unidos, derrotó a Thomas Johansson en la primera ronda antes de perder con Andy Roddick en la segunda (3-6, 7-5, 6-2, 7-5). Casualmente, era su cumpleaños y el de Roddick en el momento en que jugaban, porque el partido se alargo a más de la media noche del 29 al 30.

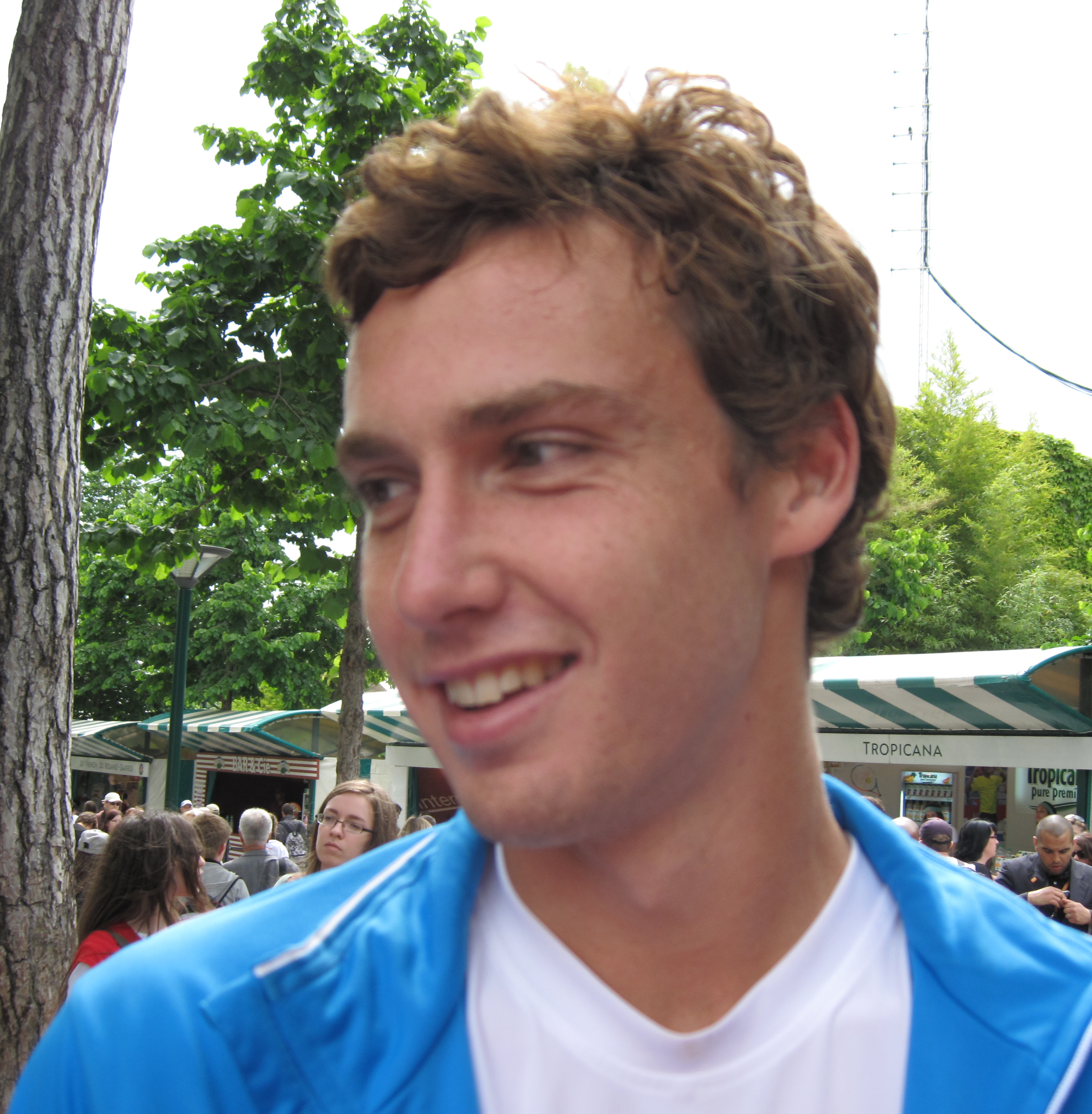
Gulbis.

Ernests acabó el año dejando muy buenas sensaciones tanto en el mundo tenístico como en el de los aficionados, creando una gran legión de seguidores alrededor suyo, proyectándole como un posible Top 10 que podría tener su año de consagración en la temporada 2009. 
Pero el año siguiente Gulbis no cumplió con el pronóstico. Tuvo un año muy pobre en victorias y no pasó de la segunda ronda en ningún torneo, quizás debido a que toda la expectación que produjo haya acabado por presionarlo demasiado, saliendo de los 40 mejores, hasta salirse definitivamente del top 100. Tuvo que jugar rondas clasificatorias en muchos torneos y perdió muchos puntos de ranking, por ejemplo en Roland Garros donde el año anterior había sido cuarto finalista, y por torneos Masters, como en el de Cincinnati donde el año pasado había llegado a cuartos de final y en este ni siquiera pasó las rondas Qualy.
Dejó a su entrenador habitual Karl-Heinz Wetter y volvió a entrenar con su antiguo mentor Nikola Pilić; Gulbis fue recuperando poco a poco su juego, y ya a final de año en la gira asiática empezó a entrenar con Hernán Gumy; su evolución fue notable, y rompió la mala racha de no pasar la segunda ronda en los torneos de Tokio y San Petersburgo.

#### Torneos disputados
| N.º | Fecha                    | Torneo                        | Categoría | Superficie    | Ind/Out | Ronda |
| 1.  | 31 de diciembre de 2007  | Adelaida                      | M250      | Dura          | Outdoor | R16   |
| 2.  | 14 de enero de 2008      | Abierto de Australia          | GS        | Dura          | Outdoor | R128  |
| 3.  | 25 de febrero de 2008    | Zagreb                        | M250      | Dura          | Outdoor | R32   |
| 4.  | 13 de marzo de 2008      | Indian Wells                  | M1000     | Dura          | Outdoor | R64   |
| 5.  | 27 de marzo de 2008      | Miami                         | M1000     | Dura          | Outdoor | R64   |
| 6.  | 14 de abril de 2008      | Houston                       | M250      | Tierra batida | Outdoor | R32   |
| 7.  | 28 de abril de 2008      | Barcelona                     | M500      | Tierra batida | Outdoor | R16   |
| 8.  | 25 de mayo de 2008       | Roland Garros                 | GS        | Tierra batida | Outdoor | CF    |
| 9.  | 9 de junio de 2008       | Queen's Club                  | M250      | Hierba        | Outdoor | R16   |
| 10. | 23 de junio de 2008      | Wimbledon                     | GS        | Hierba        | Outdoor | R64   |
| 11. | 21 de julio de 2008      | Toronto                       | M1000     | Dura          | Outdoor | R64   |
| 12. | 28 de julio de 2008      | Cincinnati                    | M1000     | Dura          | Outdoor | CF    |
| 13. | 25 de agosto de 2008     | Abierto de los Estados Unidos | GS        | Dura          | Outdoor | R64   |
| 14. | 8 de septiembre de 2008  | Bucarest                      | M250      | Tierra batida | Outdoor | R32   |
| 15. | 29 de septiembre de 2008 | Metz                          | M250      | Dura          | Indoor  | R16   |
| 16. | 6 de octubre de 2008     | Viena                         | M250      | Dura          | Indoor  | R16   |
| 17. | 12 de octubre de 2008    | Madrid                        | M1000     | Dura          | Indoor  | R16   |
| 18. | 20 de octubre de 2008    | San Petersburgo               | M250      | Dura          | Indoor  | R16   |

### 2009
Gulbis comenzó el año muy bien al derrotar a Novak Djokovic 6-4, 6-4 en la primera ronda del Torneo de Brisbane, antes de caer en la segunda ronda ante Paul-Henri Mathieu 3-6, 4-6. Perdió en la segunda ronda del Abierto de Australia con Igor Andreev en 5 sets después de vencer a Albert Montañés en la primera ronda en tres sets.
Fue cabeza de serie N.º 3 en el Torneo de Delray Beach, pero fue derrotado en la 1 ª ronda por el ex N.º 8 Marcos Baghdatis. Era la cuarta vez que se enfrentaba a Baghdatis en la primera ronda de un torneo, perdiendo en todos ellos.
Gulbis tuvo una pobre temporada de tierra batida, no defendió los puntos de cuartos de final del año anterior del Torneo de Roland Garros, cayendo en el ranking hasta el 67.
En el Campeonato de Wimbledon, sin preclasificación, derrotó al italiano Riccardo Ghedin 6-2, 6-4, 6-4 en la primera ronda, pero en segunda volvió a caer contra el cabeza de serie N.º 3 Andy Murray por 2-6, 5-7, 3-6.
Jugó en el Torneo de Indianápolis en individuales y dobles. Perdió contra Marc Gicquel de Francia en la primera ronda. Sin embargo, én el cuadro de dobles jugó con el ruso Dmitri Tursúnov y ganó el campeonato contra Ashley Fisher y Jordan Kerr, de Australia por 6-4, 3-6, [11-9] en la final.
Perdió nuevamente en segunda ronda contra Andy Murray 5-7, 3-6, 5-7 en el Abierto de los Estados Unidos.
En copa Davis, Ernests jugó tres eliminatorias este año, ganando los siete partidos en los que participó (4 individuales, 3 dobles con Deniss Pavlovs). Su participación en la eliminatoria ayudó a Letonia para clasificarse en el Grupo I de nivel / Zona Europa África de la Copa Davis por primera vez en su historia.
Pero los buenos resultados con su cambio de entrenador se notaron en la gira asiática, tuvo que jugar las rondas qualy del Torneo de Tokio, pero derrotó a Radek Štěpánek en primera ronda por 6-4, 6-4, a Juan Mónaco en segunda 6-3, 4-1 RET, que abandono el partido por lesión cuando gulbis iba ganando, y en tercera cayo con Jo-Wilfried Tsonga (posterior ganador) en un partido muy disputado 6-4, 4-6, 3-6.
Luego en el Torneo de San Petersburgo siguió con buenos resultado, llegando también a cuartos derrotando a Florian Mayer 6-3, 7-6(3) a Jérémy Chardy 7-6(7), 6-3 y cayendo con el finalista Horacio Zeballos 6-7(8), 4-6.

#### Torneos disputados
| N.º | Fecha                    | Torneo                        | Categoría | Superficie    | Ind/Out | Ronda |
| 1.  | 4 de enero de 2009       | Brisbane                      | M250      | Dura          | Outdoor | R16   |
| 2.  | 12 de enero de 2009      | Auckland                      | M250      | Dura          | Outdoor | R16   |
| 3.  | 19 de enero de 2009      | Abierto de Australia          | GS        | Dura          | Outdoor | R64   |
| 4.  | 2 de febrero de 2009     | Zagreb                        | M250      | Dura          | Outdoor | R16   |
| 5.  | 9 de febrero de 2009     | San José                      | M250      | Dura          | Outdoor | R16   |
| 6.  | 16 de febrero de 2009    | Memphis                       | M250      | Dura          | Outdoor | R16   |
| 7.  | 23 de febrero de 2009    | Delray Beach                  | M250      | Dura          | Outdoor | R32   |
| 8.  | 12 de marzo de 2009      | Indian Wells                  | M1000     | Dura          | Outdoor | R64   |
| 9.  | 25 de marzo de 2009      | Miami                         | M1000     | Dura          | Outdoor | R128  |
| 10. | 12 de abril de 2009      | Montecarlo                    | M1000     | Tierra batida | Outdoor | R64   |
| 11. | 20 de abril de 2009      | Barcelona                     | M500      | Tierra batida | Outdoor | R64   |
| 12. | 27 de abril de 2009      | Roma                          | M1000     | Tierra batida | Outdoor | R32   |
| 13. | 3 de mayo de 2009        | Múnich                        | M250      | Tierra batida | Outdoor | R32   |
| 14. | 10 de mayo de 2009       | Madrid                        | M1000     | Tierra batida | Outdoor | R64   |
| 15. | 25 de mayo de 2009       | Roland Garros                 | GS        | Tierra batida | Outdoor | R64   |
| 16. | 8 de junio de 2009       | Queen's Club                  | M250      | Hierba        | Outdoor | R64   |
| 17. | 22 de junio de 2009      | Wimbledon                     | GS        | Hierba        | Outdoor | R64   |
| 18. | 19 de julio de 2009      | Indianápolis                  | M250      | Dura          | Outdoor | R32   |
| 19. | 27 de julio de 2009      | Los Ángeles                   | M250      | Dura          | Outdoor | R64   |
| 20. | 2 de agosto de 2009      | Washington                    | M500      | Dura          | Outdoor | R32   |
| 21. | 10 de agosto de 2009     | Montreal                      | M1000     | Dura          | Outdoor | Q2    |
| 22. | 16 de agosto de 2009     | Cincinnati                    | M1000     | Dura          | Outdoor | Q1    |
| 23. | 31 de agosto de 2009     | Abierto de los Estados Unidos | GS        | Dura          | Outdoor | R128  |
| 24. | 28 de septiembre de 2009 | Bangkok                       | M250      | Dura          | Outdoor | R16   |
| 25. | 5 de octubre de 2009     | Tokio                         | M500      | Dura          | Outdoor | CF    |
| 26. | 11 de octubre de 2009    | Shanghái                      | M1000     | Dura          | Outdoor | R64   |
| 27. | 18 de octubre de 2009    | Estocolmo                     | M250      | Dura          | Indoor  | R32   |
| 28. | 25 de octubre de 2009    | San Petersburgo               | M250      | Dura          | Indoor  | CF    |
| 29. | 8 de noviembre de 2009   | París                         | M1000     | Dura          | Indoor  | Q1    |

### 2010
Gana su primer título en un torneo ATP derrotando en la final del Torneo Delray Beach en Estados Unidos a Ivo Karlović por 6-2 y 6-3. En el Masters de Indian Wells pierde en segunda ronda ante Nikolay Davydenko por doble 4-6. En el Masters de Roma gana en primera ronda a Roger Federer por 2-6, 6-1 y 7-5, la victoria más importante de su carrera. En los cuartos de final derrotó al español Feliciano López y se enfrenta en semifinales al también español Rafael Nadal, en donde perdió el primer set por 4-6, el segundo set lo ganó 6-3 y en el tercero perdió 4-6, siendo este su mejor papel en un Masters 1000 sobre tierra batida.
Gulbis tenía que mejorar más en hard indoor.
En el Masters de Madrid 2010, Gulbis tuvo un comienzo ganador en la primera ronda contra el campeón del Torneo de Estoril, y el local Albert Montañés. Continuó con su buen momento de forma, derrotando a Mijaíl Yuzhny y Feliciano López. En cuartos de final se enfrentó nuevamente N.º 1 del mundo Roger Federer, que terminó perdiendo a pesar de ganar el primer set. Las expectativas eran altas para Gulbis en Roland Garros después de haber tenido una increíble temporada en canchas de arcilla. Sin embargo, Gulbis se retiró en la primera ronda citando una lesión en el muslo contra el veterano francés y el N.º 38, Julien Benneteau.

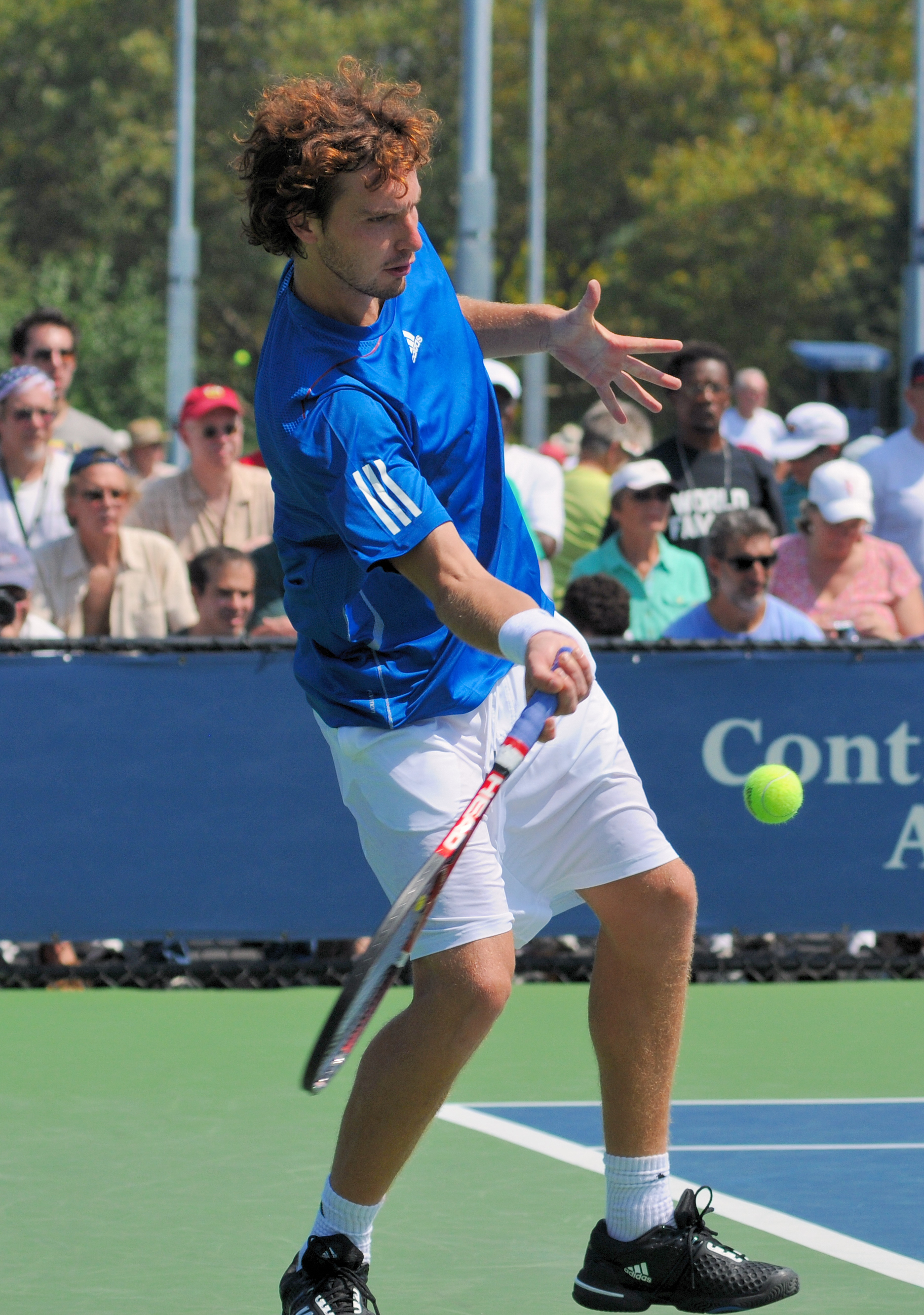
Gulbis durante la disputa del US Open 2010.

Debido a la lesión sufrida durante la temporada de polvo de ladrillo, Gulbis se retiró de Wimbledon y sus torneos precursores, sin disputar ningún torneo de hierba durante toda la temporada.
Gulbis regresaría a la ATP a finales de julio, primera competición en el Farmers Classic de Los Ángeles, California. Derrotó a Lukáš Lacko en la primera ronda en tres sets, pero perdió frente a Alejandro Falla en la segunda ronda de en tres sets.
Su siguiente torneo fue el Masters de Canadá. Venció al N.º 26 Thomaz Bellucci en la primera ronda con facilidad, pero cayó al N.º 5 del mundo Robin Soderling en la segunda ronda en un partido apretado. Luego jugó el Masters de Cincinnati, derrotando a Donald Young en la primera ronda y a Jürgen Melzer en la segunda. Sin embargo, cayó en la tercera ronda ante el N.º 4 del mundo Andy Murray en otro ajustado encuentro, decidido por un tie-break en el último set.
Gulbis perdió en la primera ronda del Abierto de Estados Unidos ante el francés Jeremy Chardy en tres sets. Gulbis se tomó tres semanas para jugar con la selección letona de la Copa Davis ante Polonia, ganando sus dos partidos de individuales contra Jerzy Janowicz y Michal Przysiezny. Su siguiente torneo fue el Torneo de Bangkok 2010. Recibió un pase directo a través de la primera ronda y derrotó a Rainer Schuettler en tres sets, avanzando a los cuartos de final, donde cayó a manos de Guillermo García-López, también en tres sets y que a la postre ganaría el Torneo. 
Gulbis fue eliminado en primera ronda del Masters de Shanghái 2010 ante Richard Gasquet. Sin embargo, en su último torneo de la temporada, el Masters de París, ganó a Juan Ignacio Chela y a Mijaíl Yuzhny, en las dos primeras rondas, antes de caer ante Andy Roddick, en tres sets.
Ernests Gulbis terminó el año en el puesto N.º 24.

#### Torneos disputados
| N.º | Fecha                    | Torneo                        | Categoría | Superficie    | Ind/Out | Ronda |
| 1.  | 4 de enero de 2010       | Doha                          | M250      | Dura          | Outdoor | CF    |
| 2.  | 18 de enero de 2010      | Abierto de Australia          | GS        | Dura          | Outdoor | R128  |
| 3.  | 8 de febrero de 2010     | San José                      | M250      | Dura          | Outdoor | R32   |
| 4.  | 15 de febrero de 2010    | Memphis                       | M500      | Dura          | Outdoor | SF    |
| 5.  | 22 de febrero de 2010    | Delray Beach                  | M250      | Dura          | Outdoor | G     |
| 6.  | 11 de marzo de 2010      | Indian Wells                  | M1000     | Dura          | Outdoor | R64   |
| 7.  | 11 de abril de 2010      | Montecarlo                    | M1000     | Tierra batida | Outdoor | R32   |
| 8.  | 19 de abril de 2010      | Barcelona                     | M500      | Tierra batida | Outdoor | CF    |
| 9.  | 2 de mayo de 2010        | Madrid                        | M1000     | Tierra batida | Outdoor | CF    |
| 10. | 9 de mayo de 2010        | Roma                          | M1000     | Tierra batida | Outdoor | SF    |
| 11. | 24 de mayo de 2010       | Roland Garros                 | GS        | Tierra batida | Outdoor | R128  |
| 12. | 26 de julio de 2010      | Los Ángeles                   | M250      | Dura          | Outdoor | R16   |
| 13. | 1 de agosto de 2010      | Washington                    | M500      | Dura          | Outdoor | R32   |
| 14. | 9 de agosto de 2010      | Toronto                       | M1000     | Dura          | Outdoor | R32   |
| 15. | 15 de agosto de 2010     | Cincinnati                    | M1000     | Dura          | Outdoor | R16   |
| 16. | 30 de agosto de 2010     | Abierto de los Estados Unidos | GS        | Dura          | Outdoor | R128  |
| 17. | 27 de septiembre de 2010 | Bangkok                       | M250      | Dura          | Outdoor | CF    |
| 18. | 4 de octubre de 2010     | Tokio                         | M500      | Dura          | Outdoor | R32   |
| 19. | 10 de octubre de 2010    | Shanghái                      | M1000     | Dura          | Outdoor | R64   |
| 20. | 1 de noviembre de 2010   | Basilea                       | M500      | Dura          | Indoor  | R32   |
| 21. | 7 de noviembre de 2010   | París                         | M1000     | Dura          | Indoor  | R16   |

### 2011
Para empezar el año, Gulbis firmó victorias en las dos primeras rondas del Torneo de Doha, derrotando a Victor Hanescu y Antonio Veic, ambos en tres sets. Gulbis avanzó a los cuartos de final, donde fue derrotado en un partido apretado contra el N.º 1 del mundo Rafael Nadal.
En el Abierto de Australia 2011, perdió en la primera ronda ante el alemán Benjamin Becker, cabeza de serie en dos sets, citando de nuevo la fatiga y la enfermedad por su pobre desempeño. Marcó su quinta derrota consecutiva en un Grand Slam. Gulbis se retiró de sus siguientes tres torneos, su clasificación momentáneamente llegó a su mejor marca personal el N.º 21 del mundo, debido a que Marin Čilić no sumó puntos en el Abierto de Australia.
Gulbis volvió a la gira a finales de febrero. Su siguiente torneo fue el Torneo de Dubái, un torneo en canchas duras al aire libre, que se celebró simultáneamente en la playa de Campeonato Internacional de Tenis de Delray, el torneo en el que Gulbis logró su primer título ATP. En la primera ronda, Gulbis ganó a su excompañero de dobles Michael Berrer, a pesar de tener problemas con su primer servicio, regalando siete dobles faltas en todo el partido y perdió ante el ucraniano Sergiy Stajovski en la segunda ronda en tres sets.
Gulbis jugó en el Masters de Indian Wells, que recibe un pase directo a través de la primera ronda, ganando al japonés Lu Yen-Hsun. En la tercera ronda, fue rápidamente derrotado por el actual ganador del Torneo Novak Djokovic. Clasificado mundial n.º 30 va al Masters de Montecarlo, donde derrota al ucraniano n.º 21 Aleksandr Dolgopólov en su primera ronda en tres, antes de perder ante Milos Raonic en la segunda ronda, también en tres sets.

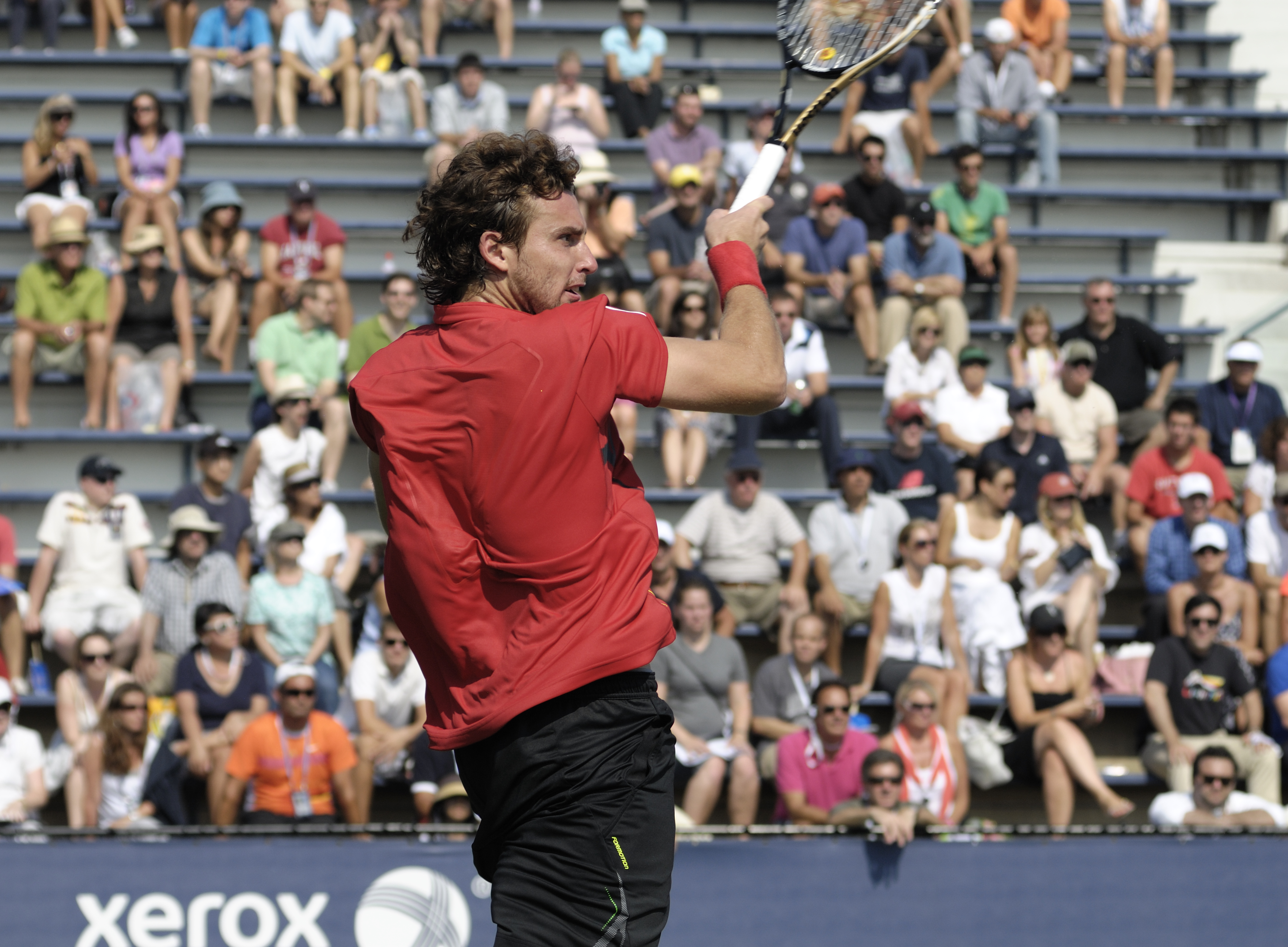
Ernests Gulbis en el Abierto de Estados Unidos 2011

Desde finales de abril hasta mediados de mayo, Gulbis estuvo tres semanas de baja debido a la fatiga antes de competir en el Torneo de Niza 2011. En sus dos primeras rondas, derrotó a Fabio Fognini y Denis Istomin, ambos en tres sets, antes de caer ante el N.º 6 Tomáš Berdych en los cuartos de final. A partir de ahí, Gulbis se deterioró aún más cuando su clasificación cayó del N.º 30 al N.º 85 durante la temporada de polvo de ladrillo. Procedió a perder sus próximos cuatro partidos seguidos: contra Blaž Kavčič en el primer partido de Roland Garros, contra Adrian Mannarino en el Campeonato de la Reina Club, contra Dmitri Tursunov, también en primera ronda en Wimbledon (que marcó su séptimo eliminación en la primera ronda, consecutiva en un Grand Slam, y después de que se tomó casi un mes fuera de la cancha para entrenar con su nuevo entrenador), y contra el ex N.º 4 del mundo James Blake en el Atlanta Tennis Championships.
Sin embargo, Gulbis ganó su segundo título ATP en el Torneo de Los Ángeles 2011, donde rompió sus cinco derrotas consecutivas al vencer primero al belga Xavier Malisse en un tie-break en el último set. Luego derrotó a Daniel Kosakowski en tres sets. En cuartos de final, derrotó a Juan Martín del Potro con relativa facilidad, antes de vencer al estadounidense Alex Bogomolov en las semifinales. Se enfrentó al principal estadounidense y N.º 9 del mundo Mardy Fish en la final, al que consiguió vencer.
Gulbis recibió una wild card en la Masters de Canadá. Venció al ex N.º 1 del mundo Juan Carlos Ferrero en tres sets en la primera ronda, y procedió a derrotar a Michael Llodra en la segunda ronda después de que el francés se retirara, perdiendo en el segundo set. En la tercera ronda, cayó ante el eventual finalista Mardy Fish, a quien había derrotado hace poco, en otro apretado tres sets. A continuación, se clasificó para el Masters de Cincinnati, donde perdió ante el croata Ivan Dodig en dos sets. Gulbis llegó a la segunda ronda del Abierto de Estados Unidos, pero perdió frente a Gilles Müller en la tercera ronda. Más tarde, recibió una multa de 2.000 dólares en EE. UU. por el entrenamiento inadecuado de la USTA.

#### Torneos disputados
| N.º | Fecha                    | Torneo                        | Categoría | Superficie    | Ind/Out | Ronda |
| 1.  | 3 de enero de 2011       | Doha                          | M250      | Dura          | Outdoor | CF    |
| 2.  | 10 de enero de 2011      | Sídney                        | M250      | Dura          | Outdoor | SF    |
| 3.  | 17 de enero de 2011      | Abierto de Australia          | GS        | Dura          | Outdoor | R128  |
| 4.  | 14 de febrero de 2011    | Marsella                      | M250      | Dura          | Outdoor | R32   |
| 5.  | 21 de febrero de 2011    | Dubái                         | M500      | Dura          | Outdoor | R16   |
| 6.  | 10 de marzo de 2011      | Indian Wells                  | M1000     | Dura          | Outdoor | R32   |
| 7.  | 23 de marzo de 2011      | Miami                         | M1000     | Dura          | Outdoor | R64   |
| 8.  | 10 de abril de 2011      | Montecarlo                    | M1000     | Tierra batida | Outdoor | R32   |
| 9.  | 25 de abril de 2011      | Belgrado                      | M250      | Tierra batida | Outdoor | R32   |
| 10. | 15 de mayo de 2011       | Niza                          | M250      | Tierra batida | Outdoor | CF    |
| 11. | 22 de mayo de 2011       | Roland Garros                 | GS        | Tierra batida | Outdoor | R128  |
| 12. | 6 de junio de 2011       | Queen's Club                  | M250      | Hierba        | Outdoor | R64   |
| 13. | 20 de junio de 2011      | Wimbledon                     | GS        | Hierba        | Outdoor | R128  |
| 14. | 18 de julio de 2011      | Atlanta                       | M250      | Dura          | Outdoor | R32   |
| 15. | 25 de julio de 2011      | Los Ángeles                   | M250      | Dura          | Outdoor | G     |
| 16. | 8 de agosto de 2011      | Montreal                      | M1000     | Dura          | Outdoor | R16   |
| 17. | 14 de agosto de 2011     | Cincinnati                    | M1000     | Dura          | Outdoor | R64   |
| 18. | 29 de agosto de 2011     | Abierto de los Estados Unidos | GS        | Dura          | Outdoor | R64   |
| 19. | 26 de septiembre de 2011 | Bangkok                       | M250      | Dura          | Outdoor | R32   |
| 20. | 3 de octubre de 2011     | Tokio                         | M500      | Dura          | Outdoor | R16   |
| 21. | 9 de octubre de 2011     | Shanghái                      | M1000     | Dura          | Outdoor | R64   |
| 22. | 24 de octubre de 2011    | San Petersburgo               | M250      | Dura          | Indoor  | R32   |
| 23. | 31 de octubre de 2011    | Valencia                      | M500      | Dura          | Indoor  | R32   |

### 2012
Gulbis alcanzó los cuartos de final de su en Delray Beach, derrotando a Alejandro Falla y Steve Darcis, antes de perder ante Marinko Matosevic.

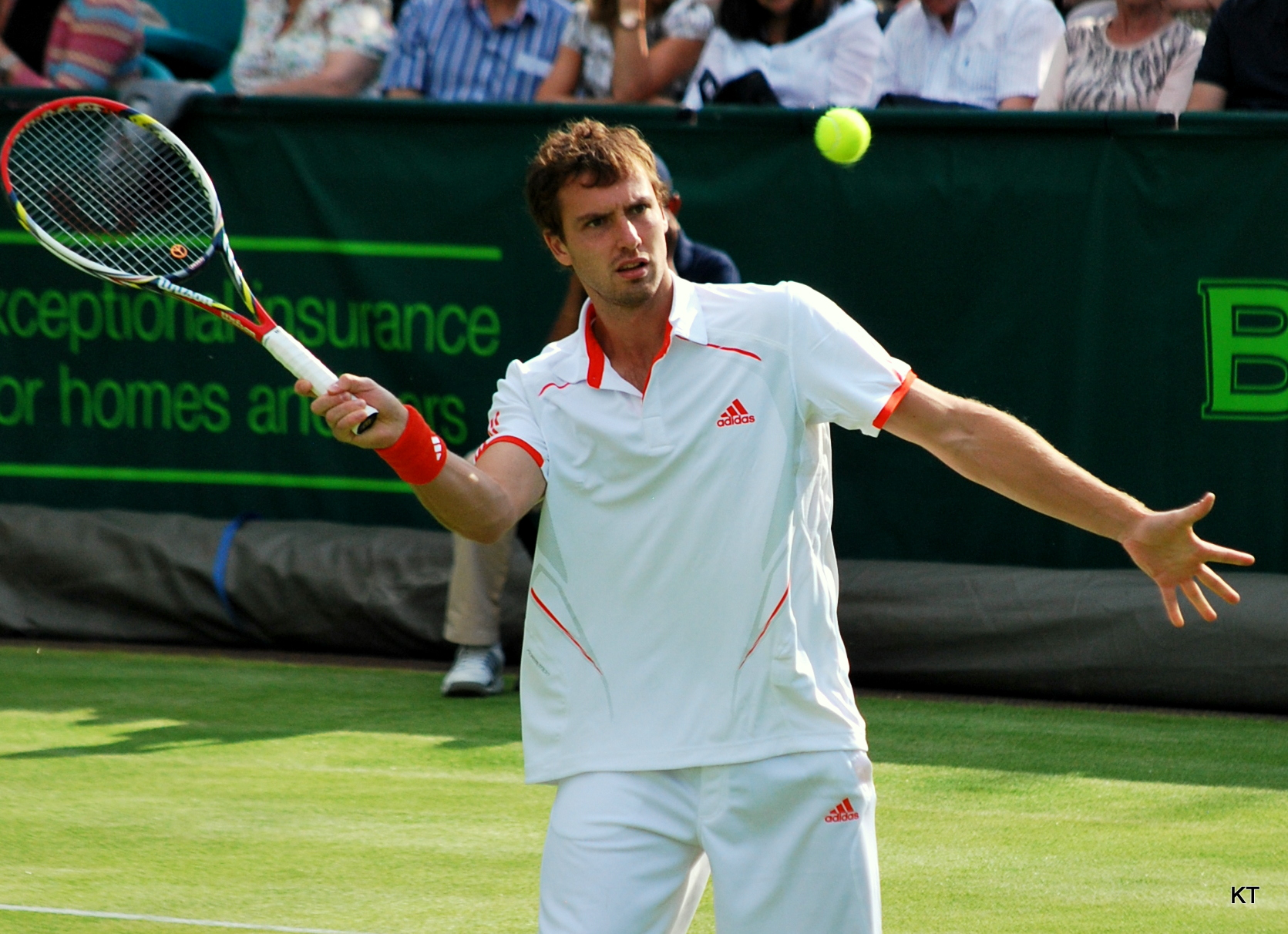
Gulbis perdió en segunda ronda de Wimbledon 2012, aunque en la primera derrotó al cabeza de serie N.º 7, Tomáš Berdych.

Antes de Roland Garros (donde fue eliminado estrepitosamente en primera ronda ante Blaz Kavcic), Gulbis comenzó a practicar con un nuevo entrenador, el austriaco Gunter Bresnik trabajado con Boris Becker, Amos Mansdorf, Patrick McEnroe, Henri Leconte, Stefan Koubek, Patrick Baur, Vladimir Voltchkov y Dominic Thiem. También fue capitán de Copa Davis de Austria (1992-1993, 1998-2004).
Gulbis llegó a la segunda ronda de Wimbledon derrotando al N.º 7 del mundo, sexto cabeza de serie y finalista en 2010 Tomáš Berdych en tres sets. Perdió en la segunda ronda en cinco sets ante una revelación en ascenso, el polaco Jerzy Janowicz.
Gulbis perdió ante Fernando Verdasco en un partido de la segunda ronda del Torneo de Zagreb. Gulbis luego llegó a los cuartos de final en el Torneo de Gstaad, perdiendo ante Paul-Henri Mathieu. Se clasificó para Winston-Salem, alcanzando la tercera ronda, antes de caer ante Marcel Granollers.
Gulbis ganó en la primera ronda del Abierto de Estados Unidos ante Tommy Haas, pero se estrelló en la segunda ronda contra el wild-card estadounidense Steve Johnson.
Terminó el año jugando algunos torneos Challenger. Se tomó un descanso por una lesión en una pierna. Regresó para el torneo bajo techo de Viena, donde cayó en la segunda ronda ante Janko Tipsarević. Gulbis no logró clasificarse para el Torneo de Basilea, pero llegó a la final del Challenger en Eckental, donde perdió ante Daniel Brands. Más tarde tuvo que decir no a los últimos dos Challengers de la temporada debido a una enfermedad. Decidió tomarse un tiempo fuera de competición a fin de preparar mejor la próxima temporada.

#### Torneos disputados
| N.º | Fecha                 | Torneo                        | Categoría | Superficie    | Ind/Out | Ronda |
| 1.  | 2 de enero de 2012    | Doha                          | M250      | Dura          | Outdoor | R32   |
| 2.  | 16 de enero de 2012   | Abierto de Australia          | GS        | Dura          | Outdoor | R128  |
| 3.  | 20 de febrero de 2012 | Memphis                       | M250      | Dura          | Outdoor | R32   |
| 4.  | 27 de febrero de 2012 | Delray Beach                  | M250      | Dura          | Outdoor | CF    |
| 5.  | 8 de marzo de 2012    | Indian Wells                  | M1000     | Dura          | Outdoor | R128  |
| 6.  | 21 de marzo de 2012   | Miami                         | M1000     | Dura          | Outdoor | R128  |
| 7.  | 23 de abril de 2012   | Barcelona                     | M500      | Tierra batida | Outdoor | R64   |
| 8.  | 30 de abril de 2012   | Múnich                        | M250      | Tierra batida | Outdoor | R16   |
| 9.  | 13 de abril de 2012   | Roma                          | M1000     | Tierra batida | Outdoor | Q1    |
| 10. | 27 de mayo de 2012    | Roland Garros                 | GS        | Tierra batida | Outdoor | R128  |
| 11. | 11 de junio de 2012   | Queen's Club                  | M250      | Hierba        | Outdoor | R64   |
| 12. | 25 de junio de 2012   | Wimbledon                     | GS        | Hierba        | Outdoor | R64   |
| 13. | 9 de julio de 2012    | Umag                          | M250      | Tierra batida | Outdoor | R16   |
| 14. | 16 de julio de 2012   | Gstaad                        | M250      | Tierra batida | Outdoor | CF    |
| 15. | 22 de julio de 2012   | Kitzbühel                     | M250      | Tierra batida | Outdoor | R16   |
| 16. | 12 de agosto de 2012  | Cincinnati                    | M1000     | Dura          | Outdoor | Q1    |
| 17. | 19 de agosto de 2012  | Winston-Salem                 | M250      | Dura          | Outdoor | R16   |
| 18. | 27 de agosto de 2012  | Abierto de los Estados Unidos | GS        | Dura          | Outdoor | R64   |
| 19. | 15 de octubre de 2012 | Viena                         | M250      | Dura          | Indoor  | R16   |
| 20. | 22 de octubre de 2012 | Basilea                       | M500      | Dura          | Indoor  | Q1    |

### 2013
Gulbis no disputó el Abierto de Australia 2013 y tras estar un tiempo fuera de las pistas, regresa jugando dos torneos Challenger, en los que fue eliminado en la segunda y la primera ronda. En Róterdam, se clasificó para el Cuadro principal. Era su primer torneo ATP del año, derrotó a Robin Haase en la primera ronda, pero perdió frente a Juan Martín del Potro en la segunda, después de un tie-break en el primer set. Para el Torneo de Marsella, recibió un comodín. Después de una victoria ante Jarkko Nieminen, perdió un partido apretado ante Tomáš Berdych.
Se fue a Florida para calificar para el torneo de Delray Beach. Después de ganar 7 partidos para llegar a la final, incluyendo victorias ante Sam Querrey y Tommy Haas, Gulbis ganó su tercer título ATP de su carrera al derrotar a Edouard Roger-Vasselin en tres sets para ganar su primer título desde 2011.

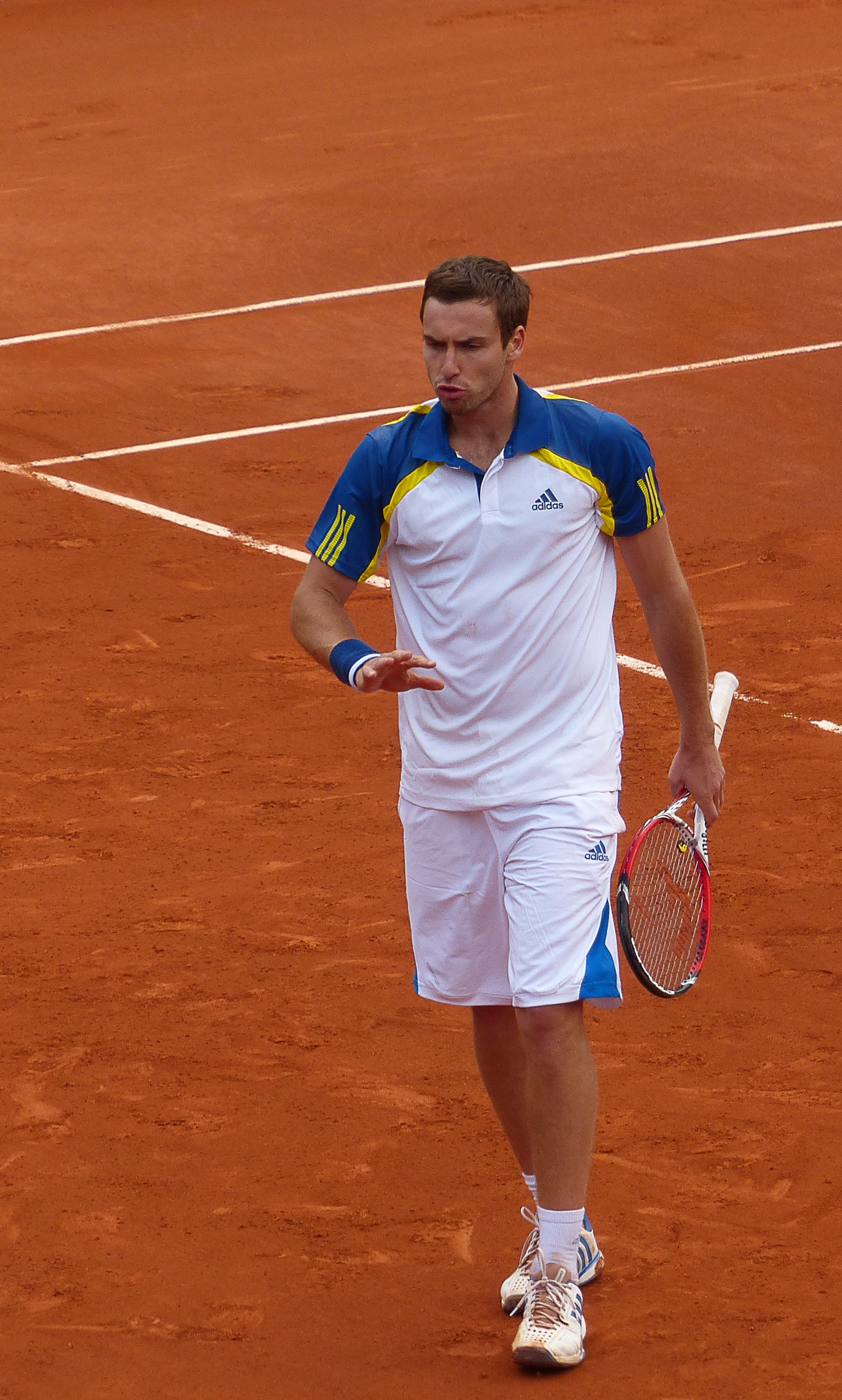
Gulbis en Roland Garros 2013, donde cayó en segunda ronda ante el local Gael Monfils.

Gulbis continuó su excelente comienzo de 2013, con un gran torneo en Indian Wells. Después de ganar sus dos rondas de clasificación, venció el español Feliciano López, aplastó al noveno cabeza de serie Janko Tipsarević, luego derrotó a  Andreas Seppi para verse las caras con Rafael Nadal en Cuartos. Gulbis perdió en un apretado tercer set después de ganar el primer set por 6-4, poniendo fin a su racha de 13 victorias seguidas.
En el Masters de Montecarlo, primero de la temporada en tierra batida, Gulbis ganó en primera ronda a John Isner, pero cayó ante Juan Mónaco en tres sets en la segunda. Realizó un gran Masters de Roma, donde eliminó primero a Jarkko Nieminen y después a Viktor Troicki, a ambos arrollándolos, hasta que se volvió a cruzar con Rafael Nadal, en un partido disputadísimo que acabó venciendo el español por un muy ajustado 6-1, 5-7 y 4-6, en más de tres horas.
Gulbis llegaba en un gran estado de forma a Roland Garros, y ganó en la primera ronda a Rogério Dutra da Silva, aunque cayó en segunda ronda, tras cuatro sets ante el local Gael Monfils.
Disputó el Torneo de Halle como preparación para Wimbledon. En primera ronda venció a Marcos Baghdatis y en segunda cayó ante el vigente campeón Tommy Haas en un partido muy disputado. Ya en Wimbledon llega hasta tercera ronda tras eliminar a Édouard Roger-Vasselin y el n.º 6 del mundo, Jo-Wilfried Tsonga (por abandono), cayendo finalmente ante Fernando Verdasco.
Gulbis derrotó a Feliciano López, Fabio Fognini y Andy Murray para llegar a los cuartos de final del Masters de Canadá, perdiendo ante el finalista y tenista local Milos Raonic en tres sets. Perdió sorprendentemente en las primeras rondas en el Masters de Cincinnati y en el Abierto de Estados Unidos, ante Mijaíl Yuzhny y Andreas Haider-Maurer, respectivamente.
Ernests ganó su cuarto torneo ATP de su carrera en el Torneo de Sant Petersburgo, venciendo a Guillermo García-López en la final. Volvió de estar abajo un set y 1-4 en el segundo, pero ganó 11 juegos consecutivos para llevarse el partido. Era la primera vez que Gulbis había ganado más de un título ATP en una sola temporada. Como resultado, Gulbis alcanzó el número 27 en el ranking mundial ATP World Tour, mejorando registro de juego positivo de esta temporada a 34-15.
Gulbis estuvo ausente en el Abierto de China 2013 y en el Shanghái Rolex Masters debido a una enfermedad. Él hizo su siguiente aparición en el Torneo de Estocolmo, donde Gulbis llegó a la semifinal, perdiendo ante David Ferrer en tres sets. Durante el torneo, Gulbis derrotó a Jeremy Chardy, Igor Sijsling y Jerzy Janowicz.
Gulbis terminó su temporada con dos derrotas en primera ronda ante John Isner y Fernando Verdasco en el Valencia Open 500 y el Masters de París-Bercy, respectivamente y ubicándose a final de año en el puesto n.º 24 del ranking.

### 2014
Gulbis arrancó el año como N.º 24 del mundo.
Comenzó la nueva temporada en el Torneo de Doha. En primera ronda venció al británico Daniel Evans por 2-6, 6-4 y 0-6, en segunda ronda sufrió para deshacerse del polaco Lukasz Kubot por un tanteo de 2-6, 6-4 y 3-6, en cuartos de final cayó ante el N.º 1 del mundo Rafael Nadal en un apretado partido que se resolvió a favor del español por parciales de 7-5 y 6-4.
Como el cabeza de serie N.º 23 llegaba al primer Grand Slam de la temporada, el Abierto de Australia 2014. En primera ronda se levantó tras perder el primer set ante el argentino Juan Mónaco y consiguió vencerle por 1-6, 6-4, 7-6(4), 6-2. En segunda ronda cayó ante el norteamericano Sam Querrey por un contundente 2-6, 3-6, 4-6.
Reapareció en el primer evento ATP World Tour 500 de la temporada, el Torneo de Róterdam. En primera ronda derrotó al uzbeko Denis Istomin por 6-4 y 7-6(4). En segunda ronda derrotó a la joven promesa Grigor Dimitrov por 6-4 y 7-6(3). En cuartos de final dio una de las grandes sorpresas al vencer al n.º 4 del mundo y campeón defensor en Róterdam, Juan Martín del Potro por un contundente 6-3 y 6-4. En semifinales cayó ante el checo y a la postre campeón del torneo Tomáš Berdych por parciales de 3-6 y 2-6. Renunció a jugar en Delray Beach donde defendía título para jugar el Torneo de Marsella. En segunda ronda derrotó al español Roberto Bautista por un apretado 6-3, 5-7 y 6-4. En cuartos de final se deshizo del local Nicolas Mahut por 6-3 y 7-6(1). En semifinales dio otra gran sorpresa al derrotar al N.° 9 del mundo y primer cabeza de serie del torneo Richard Gasquet tras dar una exhibición y vencerle por 2-6 y 3-6, alcanzando así su quinta final ATP. Consiguió su quinto título tras vencer en la final al n.º 9 del mundo y campeón defensor en Marsella, Jo-Wilfried Tsonga por 7-6(5) y 6-4. Tras esto alcanzó su ranking más alto hasta el momento, el n.º 18. Jugó su último torneo antes de los primeros Masters 1000 en Acapulco. En primera ronda derrotó fácilmente a Yen-Hsun Lu por un doble 6-1. En segunda ronda sufrió más para derrotar a la joven promesa David Goffin por 6-1, 3-6, 7-6(5). En cuartos de final cayó ante Grigor Dimitrov por 6-4, 6-7(2), 5-7, vengándose así este de su derrota en Róterdam.

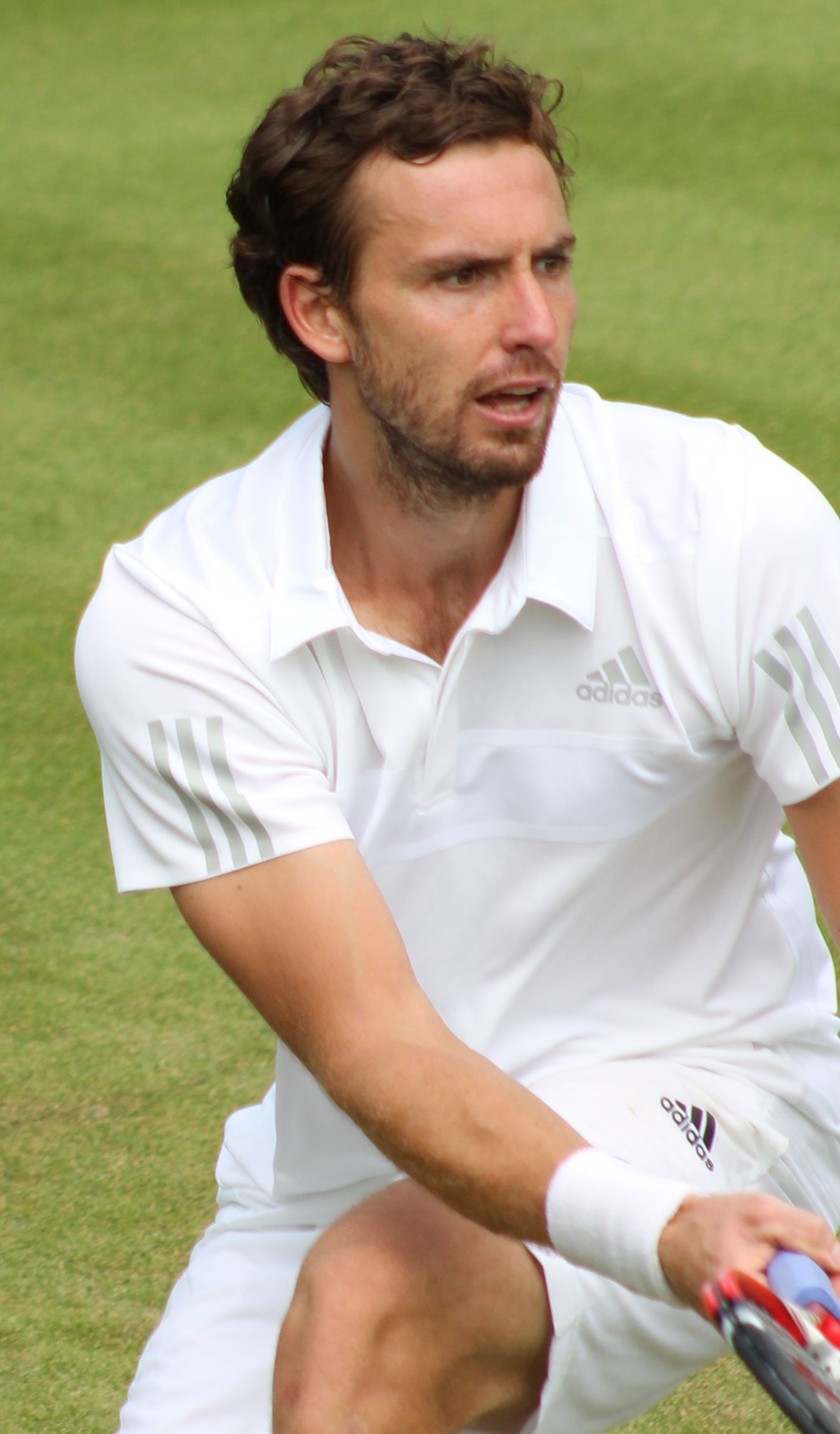
Gulbis en el Campeonato de Wimbledon 2014.

Prosiguió con su buena racha en el primer Masters 1000 del año, el de Indian Wells. En segunda ronda (ya que no jugó la primera debido a que fue cabeza de serie) batió a Joao Sousa por un doble 6-3. En tercera ronda se deshizo de nuevo de Grigor Dimitrov por 2-6, 6-1, 7-5, en el tercer enfrentamiento entre ambos en menos de un mes. En cuarta ronda superó con problemas a Roberto Bautista por 7-6(0), 4-6, 6-2. En cuartos de final cayó ante el local John Isner por 6-7(4), 6-7(3), tras dos intensos tie-breaks. En el Masters de Miami cayó sorprendentemente derrotado ante Julien Benneteau por 6-7(2), 6-3 y 6-2 debido al cansancio.
Luego comenzó su temporada de tierra batida en el Masters de Montecarlo. Cayó en primera ronda ante el ucraniano Alexandr Dolgopolov por un claro 2-6 y 4-6. Mostró mucha mejoría en el Torneo Conde de Godó 2014. En segunda ronda batió al español Daniel Gimeno-Traver por parciales de 7-5 y 7-6(1). En tercera ronda se deshizo de Albert Montañés por 7-5 y 6-1. Ganó sin problemas en cuartos de final al ruso Teymuraz Gabashvili por 6-1 y 6-4. Fue derrotado en semifinales por el japonés y posterior campeón Kei Nishikori por parciales de 2-6 y 4-6. Su buena racha continúo en el Masters de Madrid. En primera ronda superó a Jerzy Janowicz por 7-6(5), 3-6, 6-2 en un trepidante partido. En segunda ronda se vengó de Dolgopolov al ganarle por 3-6 y 4-6. En tercera ronda también pudo ante Marin Čilić al ganar por parciales de 6-3 y 6-4. Cayó en cuartos ante David Ferrer por 6-7(3) y 3-6. Luego, jugaría el Masters de Roma. En primera ronda ganó cómodo a Alejandro Falla y en segunda sufrió ante el francés Stéphane Robert, para volver a caer ante David Ferrer en tercera ronda por parciales de 2-6 y 3-6.
Su último torneo previo a Roland Garros, sería el Torneo de Niza. En segunda ronda y cuartos de final sufre para gana a Martin Klizan y Dmitry Tursúnov, a ambos en tres sets. En semifinales barre al español Albert Montañés por 6-0 y 6-3. Conseguirí su sexto título ATP y segundo del año al batir en la gran final al argentino Federico Delbonis por 6-1 y 7-6(5). Sin embargo su mejor actuación llegaría la semana siguiente en Roland Garros. En primera ronda suda para ganar a Lukasz Kubot por 4-6, 6-4, 7-5, 6-1. Ya en segunda ronda, gana con más facilidad y sets corridos ante Facundo Bagnis y Radek Štěpánek. En cuarta ronda conseguiría probablemente su mejor victoria como profesional al ganar al suizo Roger Federer en un partidazo por tanteo de 6-7(5), 7-6(3), 6-2, 4-6 y 6-3. En cuartos de final conseguiría otra gran victoria ante el n.º 7 Tomáš Berdych por un aplastante 6-3, 6-2 y 6-4 para plantarse en sus primeras semifinales de un Gran Slam, en las que pierde de forma ajustada y dando una gran imagen ante Novak Djokovic por 3-6, 3-6, 6-3 y 3-6. Su gran torneo le llevó al décimo puesto en el ranking.
Sin embargo, desde ahí su temporada fue como costumbre suya, más irregular. Comenzó la temporada de hierba en Queen's Club, perdiendo en segunda ronda ante el francés Kenny de Schepper. Llegó a Wimbledon como décimo cabeza de serie. En primera ronda derrotó en tres duros sets al estonio Jurgen Zopp por 7-6(7), 7-5 y 7-6(10). En segunda ronda se despide ante Sergiy Stakhovsky por 4-6, 3-6 y 6-7. Se toma vacaciones y no regresa ya hasta agosto.
Comienza la gira norteamericana en el Masters de Toronto. En primera ronda derrota a Joao Sousa por 6-3 y 6-4, para caer en segunda ante el francés Julien Benneteau por 6-7(4) y 3-6. Idéntico resultado cosecharía en el Masters de Cincinnati. Gana en primera ronda a Ivan Dodig, pero vuelve a caer en el segundo partido ante Steve Johnson por un doble 4-6. Su siguiente parada ya sería el US Open 2014. En primera ronda barre al francés Kenny de Schepper vengándose de su derrota en hierba por 6-1, 6-4 y 6-2. Sin embargo, no llegaría más lejos de ahí, ya que en segunda ronda cae ante la revelación austríaca Dominic Thiem por 6-4, 6-3, 4-6, 3-6 y 3-6, tras ir dos sets arriba.
Comenzaría su gira asiática en Kuala Lumpur. Llega a semifinales donde cae ante Julien Benneteau por un doble 4-6. Anteriormente, había derrotado a los alemanes Philipp Petzschner y Benjamin Becker. Luego jugaría el Torneo de Pekín 2014. Ganó cómodamente a su colega Fabio Fognini en primera ronda por 6-3 y 6-4. En segunda ronda se retira cuando perdía ante Martin Klizan por 2-6 y 0-3. En el Masters de Shanghái cae en primera ronda ante el ruso Mijaíl Yuzhny por un contundente 6-4 y 6-1.
Su temporada acaba con la gira Europa de indoor. Juega primero en Moscú. Pasa sin jugar la primera ronda, y en la segunda gana a Daniel Gimeno por 6-3 y 7-6(3). En segunda ronda derrota con más problemas al italiano Andreas Seppi por  7-6(6), 4-6, 7-6(3). Cae en semifinales ante Roberto Bautista por un doble 4-6. Disputa el Torneo de Basilea 2014 donde cae en primera ronda ante el jovencísimo Borna Ćorić por 6-7(2) y 3-6. Ahí acabaría su temporada, sin disputar el Masters de París por una lesión.
Acaba su mejor año como n.º 13 del mundo.

### 2015
Debía de ser el año de la consagración de Gulbis y el de instaurarse como un Top 15. Sin embargo su comienzo de campaña fue nefasto, recordando al Gulbis quejica, irregular y fallón de los viejos tiempos.
Su campaña comienza en el Torneo de Auckland. Pasa la primera ronda al ser cabeza de serie, aunque suma su primera derrota del año al caer en segunda ronda ante Jiri Vesely por 2-6, 6-3, 1-6. Luego disputaría el Abierto de Australia, primer grande del año. En primera ronda cae ante el wild-card local y de diecisiete años Thanasi Kokkinakis por 7-5, 0-6, 6-1, 6-7(2) y 6-8 en un partido en el que Gulbis metió 29 aces y cometió la friolera de 18 dobles faltas.
Luego comienza su gira europea que tantas alegría le dio el año pasado. Comienza en Róterdam perdiendo ante Dominic Thiem por 4-6 y 2-6. Seguiría su mala racha en el Torneo de Marsella donde defendía título, pero perdió en segunda ronda (no jugó primera) ante Jerémy Chardy por 3-6 y 4-6. Luego jugaría en Dubái, donde volvió a perder en primera ronda ante el uzbeko Denis Istomin por 5-7 y 2-6, cometiendo en este partido 11 dobles faltas. Había llegado marzo y todavía no había ganado.
La gira norteamericana le trajo algo de suerte, ya que ganó su primer partido del año en primera ronda de Indian Wells ante Gimeno-Traver por 6-4 y 6-1. Sin embargo volvería a caer en tercera ronda ante Adrian Mannarino por un doble 4-6. En el Masters de Miami 2015 volvió a caer en el primer partido ante el argentino Juan Mónaco por 2-6 y 4-6.

## Estilo de juego, equipamiento y ropa
Gulbis emplea sobre todo un estilo de juego ofensivo de referencia. El tiro más coherente de Gulbis es su revés, que se toma con ritmo rápido, ejecución relativamente plana y es difícil de leer para los rivales. Gulbis también es conocido por sus tiros con finura, incluyendo el topspin lob ofensivo y la dejada, los cuales se puede atacar desde cualquier posición, incluso desde el fondo de la cancha. Gulbis emplea la dejada constantemente y con frecuencia, a veces hasta el punto de burla. Gulbis juega un juego muy agresivo, ganador, que a menudo conduce a un alto número de errores no forzados, por lo que su consistencia un problema en los partidos difíciles, a menudo haciendo que se pueda comparar con Marat Safin. Su juego de fondo agresivo se acopla con un saque muy potente, a menudo alcanzando los 230 km/h, sin embargo, Gulbis ha tenido problemas con su segundo saque, y con frecuencia tiene estadísticas de altos porcentajes de doble falta en toda la clasificación ATP.
A pesar de jugar a un estilo más acorde a las superficies rápidas, su gran actuación en el Abierto de Francia 2008 y su victoria sobre Roger Federer en tierra batida se atribuyen a sus potentes y planos golpes que pueden jugar a través de esta superficie. Las principales debilidades de Gulbis son su segundo servicio, su consistencia y sus nervios, a pesar de un fuerte saque y devolución.
Desde febrero de 2013, Gulbis utiliza una Wilson Steam 99. Sus cadenas son unas Pacífico Poly Force 17 ensartadas en 62 libras.
Utiliza ropa y zapatillas Adidas.

## Títulos ATP (8; 6+2)

### Individuales (6)
| Leyenda                         |
| Grand Slam (0)                  |
| ATP Wourld Tour Finals (0)      |
| ATP World Tour Masters 1000 (0) |
| ATP World Tour 500 (0)          |
| ATP World Tour 250 (6)          |

| N.º | Fecha                    | Torneo          | Superficie    | Oponente en la final   | Resultado     |
| --- | ------------------------ | --------------- | ------------- | ---------------------- | ------------- |
| 1.  | 28 de febrero de 2010    | Delray Beach    | Dura          | Ivo Karlović           | 6-2, 6-3      |
| 2.  | 31 de julio de 2011      | Los Ángeles     | Dura          | Mardy Fish             | 5-7, 6-4, 6-4 |
| 3.  | 3 de marzo de 2013       | Delray Beach    | Dura          | Édouard Roger-Vasselin | 7-6(3), 6-3   |
| 4.  | 22 de septiembre de 2013 | San Petersburgo | Dura (i)      | Guillermo García-López | 3-6, 6-4, 6-0 |
| 5.  | 23 de febrero de 2014    | Marsella        | Dura (i)      | Jo-Wilfried Tsonga     | 7-6(5), 6-4   |
| 6.  | 24 de mayo de 2014       | Niza            | Tierra batida | Federico Delbonis      | 6-1, 7-6(5)   |

#### Finalista (1)
| N.º | Fecha                 | Torneo    | Superficie | Oponente en la final | Resultado |
| --- | --------------------- | --------- | ---------- | -------------------- | --------- |
| 1.  | 21 de octubre de 2018 | Estocolmo | Dura (i)   | Stefanos Tsitsipas   | 4-6, 4-6  |

### Dobles (2)
| Leyenda                         |
| Grand Slam (0)                  |
| ATP Wourld Tour Finals (0)      |
| ATP World Tour Masters 1000 (0) |
| ATP World Tour 500 (0)          |
| ATP World Tour 250 (2)          |

| N.º | Fecha               | Torneo       | Superficie    | Pareja           | Oponente en la final           | Resultado      |
| --- | ------------------- | ------------ | ------------- | ---------------- | ------------------------------ | -------------- |
| 1.  | 14 de abril de 2008 | Houston      | Tierra batida | Rainer Schüttler | Pablo Cuevas Marcel Granollers | 7-5 7-6(3)     |
| 2.  | 20 de julio de 2009 | Indianápolis | Dura          | Dmitri Tursunov  | Ashley Fisher Jordan Kerr      | 6-4 3-6 [11-9] |

## Clasificación en torneos del Grand Slam
| Torneo          | 2007 | 2008 | 2009 | 2010 | 2011 | 2012 | 2013 | 2014 | 2015 | 2016 | 2017 | 2018 | G-P   | Títulos |
| --------------- | ---- | ---- | ---- | ---- | ---- | ---- | ---- | ---- | ---- | ---- | ---- | ---- | ----- | ------- |
| Australian Open | Q1   | 1R   | 2R   | 1R   | 1R   | 1R   | -    | 2R   | 1R   | 1R   | -    | -    | 2-8   | 0       |
| Roland Garros   | 2R   | CF   | 2R   | 1R   | 1R   | 1R   | 2R   | SF   | 2R   | 4R   | 1R   | 2R   | 17-12 | 0       |
| Wimbledon       | 1R   | 2R   | 2R   | -    | 1R   | 2R   | 3R   | 2R   | 1R   | 1R   | 3R   | 4R   | 11-11 | 0       |
| US Open         | 4R   | 2R   | 1R   | 1R   | 2R   | 2R   | 1R   | 2R   | 1R   | -    | -    |      | 7-9   | 0       |
| G-P             | 4-3  | 6-4  | 3-4  | 0-3  | 1-4  | 2-4  | 3-3  | 8-4  | 1-4  | 3-3  | 2-2  | 4-2  | 37-39 | 0       |

## Clasificación en torneos ATP World Tour Masters 1000
| Indian Wells                                                                 | -   | 2R  | 2R  | 2R   | 3R  | 1R  | 4R  | CF   | 3R  | 1R  | Q1  | 11-9  | 0 |
| Miami                                                                        | -   | 2R  | 1R  | -    | 2R  | 1R  | -   | 2R   | 2R  | 1R  | Q1  | 1-7   | 0 |
| Montecarlo                                                                   | -   | -   | 1R  | 2R   | 2R  | -   | 2R  | 1R   | 1R  | -   | -   | 3-6   | 0 |
| Hamburgo / Madrid                                                            | Q1  | -   | 1R  | CF   | -   | -   | -   | CF   | 1R  | Q1  | -   | 6-4   | 0 |
| Roma                                                                         | -   | -   | 2R  | SF   | -   | Q1  | 3R  | 3R   | 1R  | 2R  | -   | 10-6  | 0 |
| Canadá                                                                       | 1R  | 1R  | Q2  | 2R   | 3R  | -   | CF  | 2R   | CF  | 1R  |     | 10-8  | 0 |
| Cincinnati                                                                   | Q2  | CF  | Q1  | 3R   | 1R  | Q1  | 1R  | 2R   | -   | -   |     | 6-5   | 0 |
| Madrid / Shanghái                                                            | Q1  | 2R  | 1R  | 1R   | 1R  | -   | -   | 1R   | -   | -   |     | 1-5   | 0 |
| París                                                                        | -   | -   | Q1  | 3R   | -   | -   | 1R  | -    | -   | -   |     | 2-2   | 0 |
| G-P                                                                          | 0-1 | 6-5 | 2-6 | 14-8 | 4-6 | 0-2 | 9-6 | 10-8 | 4-6 | 1-4 | 0-0 | 50-52 | 0 |
| Leyenda: G:Torneo ganado; F:Finalista; SF:Semifinalista; CF:Cuartos de final |     |     |     |      |     |     |     |      |     |     |     |       |   |

- A partir de 2009 el Master Series de Hamburgo pasó a la categoría ATP 500, desplazándose el Masters de Madrid al hueco de Hamburgo y ocupando Shanghái el hueco de Madrid